# Master and Servant Act
Master and Servant Act kallades i engelsktalande länder de lagar som reglerade arbetsgivarens förhållande till tjänstefolket under delar av 1700- och 1800-talen.
Lagarna blev omoderna vid 1800-talets mitt, då fackföreningar tilläts i Storbritannien 1871. Australien införde så sent som 1902 en ny variant av sin lag.